# Spartina anglica
L'espartina (Spartina anglica) és una espècie botànica de sparta originaris del sud d'Anglaterra prop de 1870.

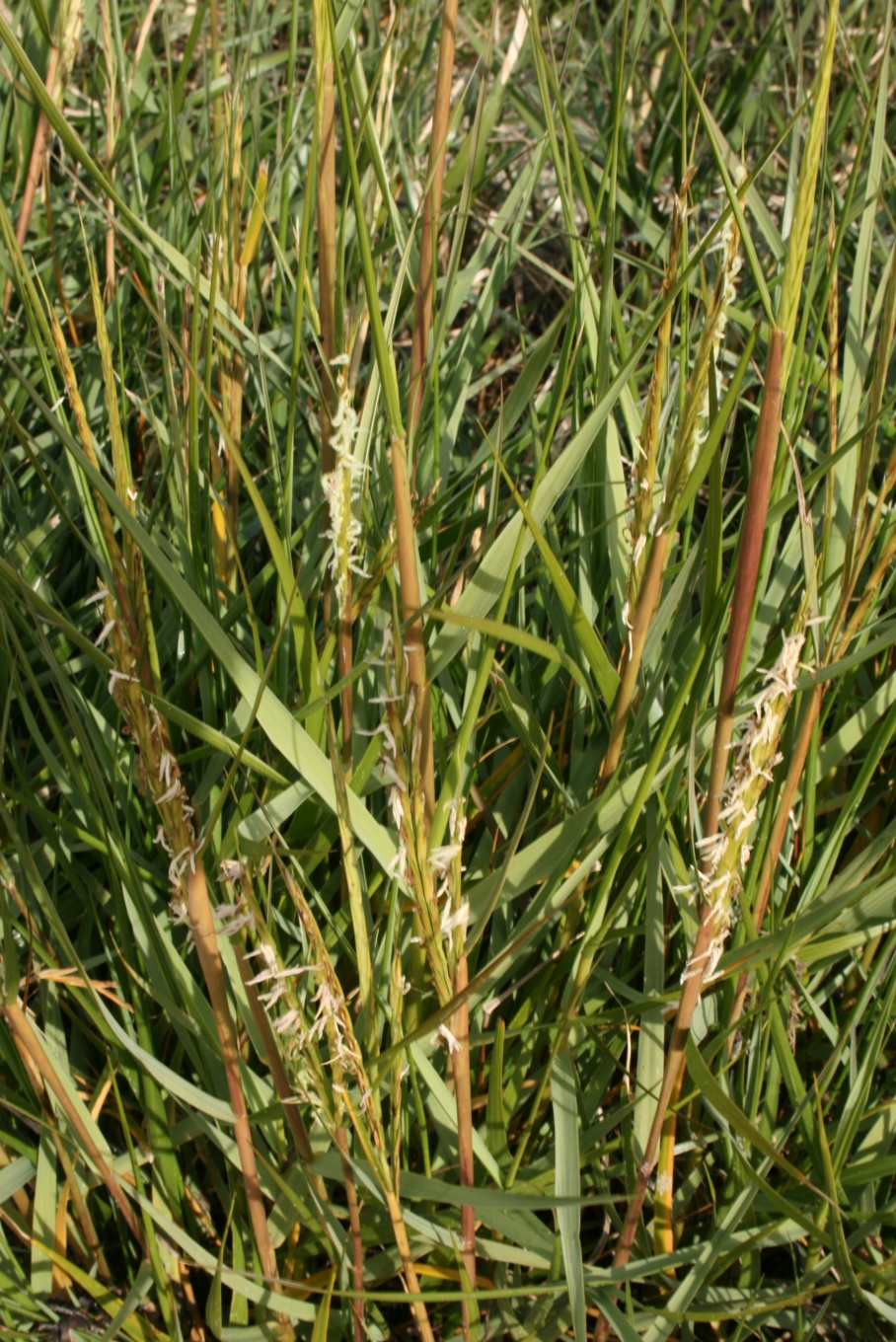
Vista de la planta

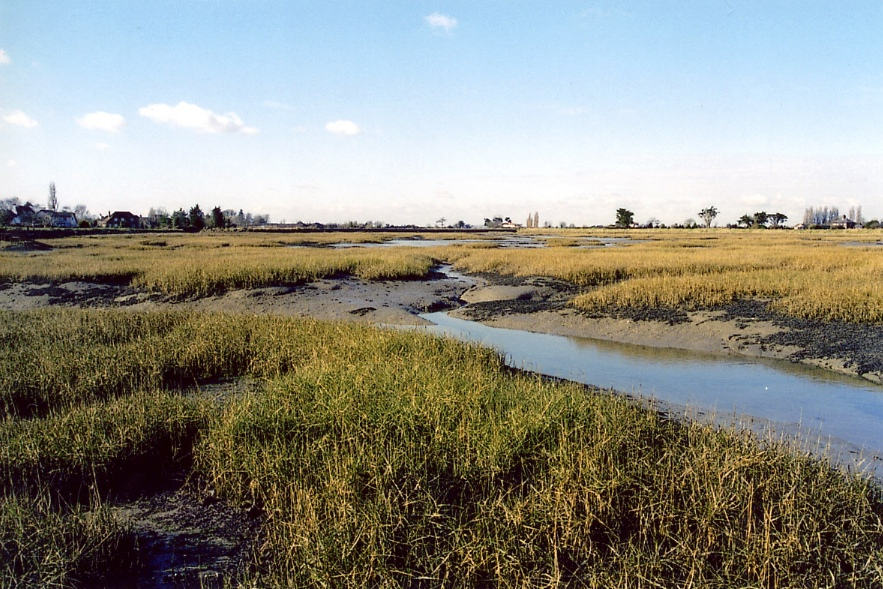
Hàbitat

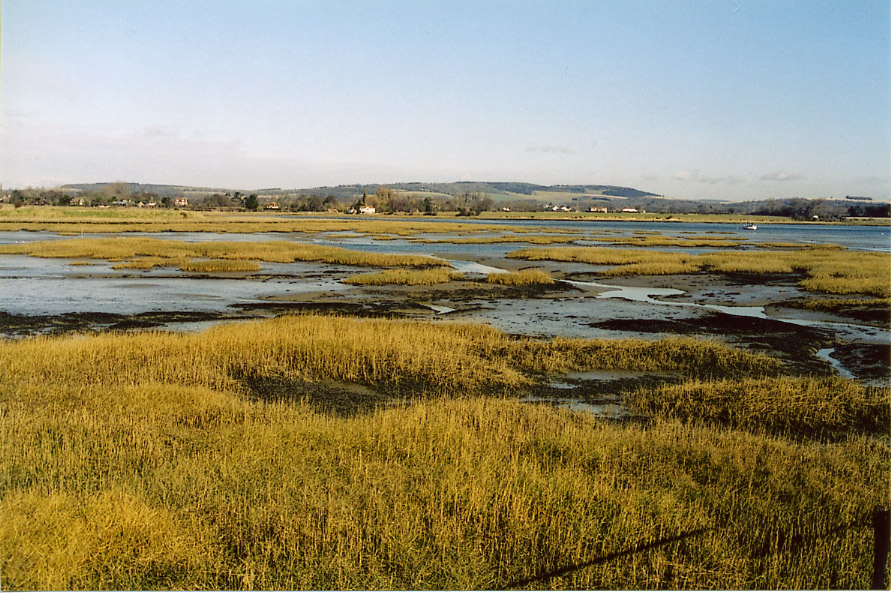
Hàbitat

## Història
És una espècie alotetraploide derivada de l'híbrid Spartina × townsendii, els pares del qual van ser la Spartina maritima europea hibridada amb la varietat americana Spartina alterniflora. És inclosa en la llista 100 de les espècies exòtiques invasores més nocives del món de la Unió Internacional per a la Conservació de la Natura.

## Descripció
És una herbàcia perenne que ateny 4-15 dm d'altura, verda groguenca a la primavera-estiu, marró suau a la tardor-hivern. Fulles de 2-6 dm de llarg, i 15 mm d'ample en la base, afinades cap a la punta. Dona flors i llavors en tan sols un costat de les branques. Les flors són verdes groguenques, i marrons a l'hivern.

### Problemes d'invasió
Spartina anglica va ser vista al principi com una valuosa espècie nova per al control de l'erosió costanera, pel seu dens sistema radicular, incrementant el dipòsit de llim. Així va ser intensament plantada en regions costaneres a través de totes les Illes Britàniques, colonitzant grans àrees de pantans, tornant-se una espècie invasora. Moltes més colònies es van anar establint, amb una densitat molt alta vegetativa, i la seva dispersió i renous a partir dels seus rizomes va ser ràpida, donant una fronda impenetrable a ecosistemes i impedint que ocells com els Scolopacidae poguessin reproduir-se. En algunes àrees tanmateix, va ocórrer mort natural per causes desconegudes, produint clarianes, i no hi van fer falta mesures artificials de control.
També va ser introduïda a Àsia, Austràlia, Nova Zelanda, Amèrica, on ha provat ser una seriosa amenaça, causa d'un extens mal a ecosistemes costaners en totes les àrees.

## Taxonomia
Spartina anglica va ser descrita per Charles Edward Hubbard i publicat en Botanical Journal of the Linnean Society 76(4): 364. 1978.
Etimologia
- Spartina: nom genèric que deriva de les paraules gregues spartine (una corda feta d'espart, Spartium junceum), referint-se a les fulles fibroses.[3]
- anglica: epítet geogràfic llatí que significa "d'Anglaterra".[4]

Sinonímia
- Spartina × townsendii var. anglica (C.E.Hubb.) Lambinon & Maquet
- Spartina townsendii var. anglica (C.E. Hubb.) Lambinon & Maquet[5]